# Mike Newell (rendező)
Mike Newell (St Albans, Hertfordshire, 1942. március 28. –) kétszeres BAFTA- és César-díjas brit filmrendező és producer.

## Élete
Egyetemi tanulmányait a Cambridge-i Egyetemen végezte el 1963-ban.
1963–tól a Granada TV rendezője.

## Filmográfia

### Film
| Év   | Magyar cím                             | Eredeti cím                                       | Feladatkör | Feladatkör |
| Év   | Magyar cím                             | Eredeti cím                                       | Rendező    | Producer   |
| ---- | -------------------------------------- | ------------------------------------------------- | ---------- | ---------- |
| 1980 | Ébredés                                | The Awakening                                     | Igen       | Nem        |
| 1982 |                                        | Bad Blood                                         | Igen       | Nem        |
| 1985 | Csak egy tánc volt                     | Dance with a Stranger                             | Igen       | Nem        |
| 1985 | A jó apa                               | The Good Father                                   | Igen       | Nem        |
| 1987 | Némasági fogadalom                     | Amazing Grace and Chuck                           | Igen       | Nem        |
| 1988 |                                        | Soursweet                                         | Igen       | Nem        |
| 1991 | Elvarázsolt április                    | Enchanted April                                   | Igen       | Nem        |
| 1992 | Irány a nyugat                         | Into the West                                     | Igen       | Nem        |
| 1994 | Négy esküvő és egy temetés             | Four Weddings and a Funeral                       | Igen       | Nem        |
| 1995 | Várva várt nagy kaland                 | An Awfully Big Adventure                          | Igen       | Nem        |
| 1997 | Fedőneve: Donnie Brasco                | Donnie Brasco                                     | Igen       | Nem        |
| 1997 | Csoportkép tündérekről                 | Photographing Fairies                             | Nem        | Vezető     |
| 1999 | Vakrepülés                             | Pushing Tin                                       | Igen       | Nem        |
| 1999 | 200 szál cigi                          | 200 Cigarettes                                    | Nem        | Vezető     |
| 1999 | Ember tervez                           | Best Laid Plans                                   | Nem        | Vezető     |
| 2000 | Pop, csajok satöbbi                    | High Fidelity                                     | Nem        | Vezető     |
| 2000 | Traffic                                | Traffic                                           | Nem        | Vezető     |
| 2003 | Mona Lisa mosolya                      | Mona Lisa Smile                                   | Igen       | Nem        |
| 2003 | Enyém a vár                            | I Capture the Castle                              | Nem        | Vezető     |
| 2005 | Harry Potter és a Tűz Serlege          | Harry Potter and the Goblet of Fire               | Igen       | Nem        |
| 2007 | Szerelem a kolera idején               | Love in the Time of Cholera                       | Igen       | Nem        |
| 2010 | Perzsia hercege: Az idő homokja        | Prince of Persia: The Sands of Time               | Igen       | Nem        |
| 2012 | Szép remények                          | Great Expectations                                | Igen       | Vezető     |
| 2014 | Varázslatos birodalom (dokumentumfilm) | Enchanted Kingdom 3D                              | Nem        | Vezető     |
| 2018 | Krumplihéjpite Irodalmi Társaság       | The Guernsey Literary and Potato Peel Pie Society | Igen       | Nem        |

### Televízió
- Common Ground (1990)
- Lovaskaland a vadnyugaton (1992)
- Az ifjú Indiana Jones - A gonosz álarcai (1999)